# Trump International Hotel and Tower (Chicago)
Trump International Hotel and Tower, znany także jako Trump Tower Chicago – wieżowiec zaprojektowany przez Adriana Smitha znajdujący się w Chicago, w Stanach Zjednoczonych. Jego budowa rozpoczęła się w 2005 roku. Budynek w 2008 roku osiągnął docelową wysokość 423,4 metrów. Konstrukcja została oddana do użytku w 2009 roku.

## Opis
Trump Tower Chicago jest drugim co do wysokości wieżowcem w Chicago (po Willis Tower) i siódmym w Stanach Zjednoczonych. Natomiast na liście najwyższych budynków na świecie znajduje się obecnie na 29 pozycji.
Wieżowiec posiada 98 kondygnacji. Powierzchnia całkowita wszystkich pomieszczeń wynosi 242 000 m². Całkowity koszt budowy biurowca wyniósł 847 milionów dolarów (USD).
Właścicielem biurowca jest amerykański konglomerat The Trump Organization.